# Амандурдыев, Парахат
Парахат Артыкович Амандурдыев (туркм. Parahat Artykowiç Amandurdyýew, род. 21 июля 1981 года, Гяурский район) — туркменский певец. Народный артист Туркменистана (2012).

## Биография
Родился 21 июля 1981 года в Гяурском районе Ашхабадской области Туркменской ССР (ныне Ак-Бугдайский этрап Ахалского велаята Туркмении). В 1997 году окончил среднюю школу. В 2001 году окончил Туркменское государственное музыкальное училище имени Дангатара Овезова.
В 2001 году стал победителем телевизионного музыкального конкурса «Ýaňlan Diýarym».
В 2001—2006 годах учился в Туркменской национальной консерватории.
В 2007, 2009 и 2020 годах был победителем конкурса «Алтын Асыр».
В 2008 году был удостоен звания «Заслуженный артист Туркменистана».
С 2009 года является ведущим артистом Дворца Мукамов Государственного культурного центраТуркменистана.
Амандурдыев много гастролировал по СНГ в составе программы «Дни культуры Туркменистана».
В 2012 году был удостоен звания «Народный артист Туркменистана».
Его альбомы «Söýerin Seni» и «2016» входили в Топ-10 чарта «Turkmenistan Apple Music Top Albums», а отдельные песни — в чарт «Owaz Radio Ýaylymy».
В 2017 году Амандурдыев принимал участие в концерте на церемонии закрытия V Азиатских игр по боевым искусствам и состязаниям в помещениях.
В 2018 году участвовал в телеконкурсе «ABU TV Song Festival».
В 2019 году выпустил с Гульшат Гурдовой совместный альбом «Sana».
Помимо карьеры певца, Амандурдыев также снялся в нескольких фильмах и сериалах.

## Дискография

### Студийные альбомы
- 2016 — «2016»
- 2019 — «Sana» (с Гульшат Гурдовой)
- 2020 — «Aýna Gyz»

### Мини-альбомы
- 2013 — «Söýerin Seni»

### Синглы
- 2016 — «Saz Bilen»
- 2019 — «Elini Ber» (с Махри Пиргулыевой)
- 2019 — «Uzakda»
- 2019 — «Ýaryndan Ogryn»
- 2019 — «Diňe Saňa»
- 2019 — «Modmoiselle»
- 2019 — «Aýnabadym»
- 2019 — «Gitme» (с Дурды Дурдыевым)
- 2020 — «Eliň Ber»
- 2020 — «Bir-Bire»
- 2020 — «Sen Ýaly»

## Фильмография
- 2006 — «Muňa Durmuş Diýerler» — Вепа
- 2008 — «Tikgi we Başgalar bölüm» — Парахат, друг Гульшат
- 2012 — «Ýüregim Sende» — Парахат, друг Гулалек
- 2014 — «Bagtly Biz» — архитектор
- 2016 — «Ýürekdeş bölüm» — доктор
- 2019 — «Ynam» — директор

## Награды
- 2001 — Победитель телевизионного музыкального конкурса «Ýaňlan Diýarym»
- 2007 — Победитель конкурса «Алтын Асыр»[10]
- 2008 — Звание «Заслуженный артист Туркменистана»[11]
- 2009 — Победитель конкурса «Алтын Асыр»[12]
- 2011 — Медаль «20 лет Независимости Туркменистана»[13]
- 2012 — Звание «Народный артист Туркменистана»[14]
- 2014 — Медаль «Махтумкули Фраги»[15]
- 2015 — Юбилейная медаль «Garaşsyz, Baky Bitarap Türkmenistan»[16]
- 2020 — Победитель конкурса «Алтын Асыр»[17]